# (432361) Rakovski
(432361) Rakovski est un astéroïde de la ceinture principale.

## Description
(432361) Rakovski est un astéroïde de la ceinture principale. Il fut découvert le 20 novembre 2009 à Plana par Filip Fratev. Il présente une orbite caractérisée par un demi-grand axe de 2,54 UA, une excentricité de 0,13 et une inclinaison de 4,7° par rapport à l'écliptique.
Il est nommé d'après le révolutionnaire bulgare du XIXe, Georgi Sava Rakovski.

## Compléments